# François Kinson
François-Joseph Kinson, nato Franciscus Josephus Kinsoen (Bruges, 12 marzo 1771 – Bruges, 6 dicembre 1839), è stato un pittore fiammingo, noto per i suoi ritratti in stile neoclassico e per essere stato pittore di corte di Girolamo Bonaparte, re di Vestfalia.

## Biografia
Kinson si formò presso l'Accademia di Belle Arti di Bruges, dove mostrò fin da giovane un notevole talento per il ritratto. Dopo aver ottenuto riconoscimenti a Gand e Bruxelles, nel 1794 si trasferì a Parigi, dove si affermò rapidamente come ritrattista ricercato tra l'aristocrazia e l'alta borghesia dell'epoca. Nel 1799 espose un ritratto al Salon di Parigi, consolidando la sua reputazione.
Durante il periodo napoleonico, Kinson fu nominato pittore di corte da Jérôme Bonaparte, fratello minore di Napoleone Bonaparte, e lo seguì a Kassel, capitale del Regno di Vestfalia. Nel 1808 ricevette una medaglia dall'Imperatore per il suo contributo artistico. Dopo la caduta del regno nel 1813, Kinson tornò a Parigi, dove continuò a lavorare come ritrattista per l'aristocrazia europea, inclusi nobili russi e il duca d'Angoulême.
Nel 1828, formò il pittore belga Jean Jacques De Langhe. Continuò a lavorare a Parigi fino al 1835, anno in cui si ritirò. Morì a Bruges nel 1839, durante una visita alle sue sorelle.

## Opere principali
Kinson è particolarmente noto per i suoi ritratti di donne eleganti e figure dell'aristocrazia europea. Tra le sue opere più significative si annoverano:
- Ritratto di Paolina Bonaparte (circa 1808), conservato al Museo Napoleonico di Roma[4].
- Ritratto di Caterina di Württemberg, regina di Vestfalia, esposto al Museo Marmottan Monet di Parigi.
- Ritratto del generale Charles Victor Emmanuel Leclerc, conservato al Castello di Versailles.
- La morte della moglie di Belisario (circa 1817), esposto al Museo delle Belle Arti di Bruges.
- Ritratto del principe Napoleone Luigi Bonaparte (circa 1810), conservato in collezione privata[5].

## Stile
Lo stile di Kinson è caratterizzato da un'eleganza sobria e da una meticolosa attenzione ai dettagli, tipica del neoclassicismo. I suoi ritratti si distinguono per la delicatezza nella resa dei tessuti e per la capacità di cogliere l'intimità e la personalità dei soggetti, spesso appartenenti all'aristocrazia europea.

## Galleria d'immagini

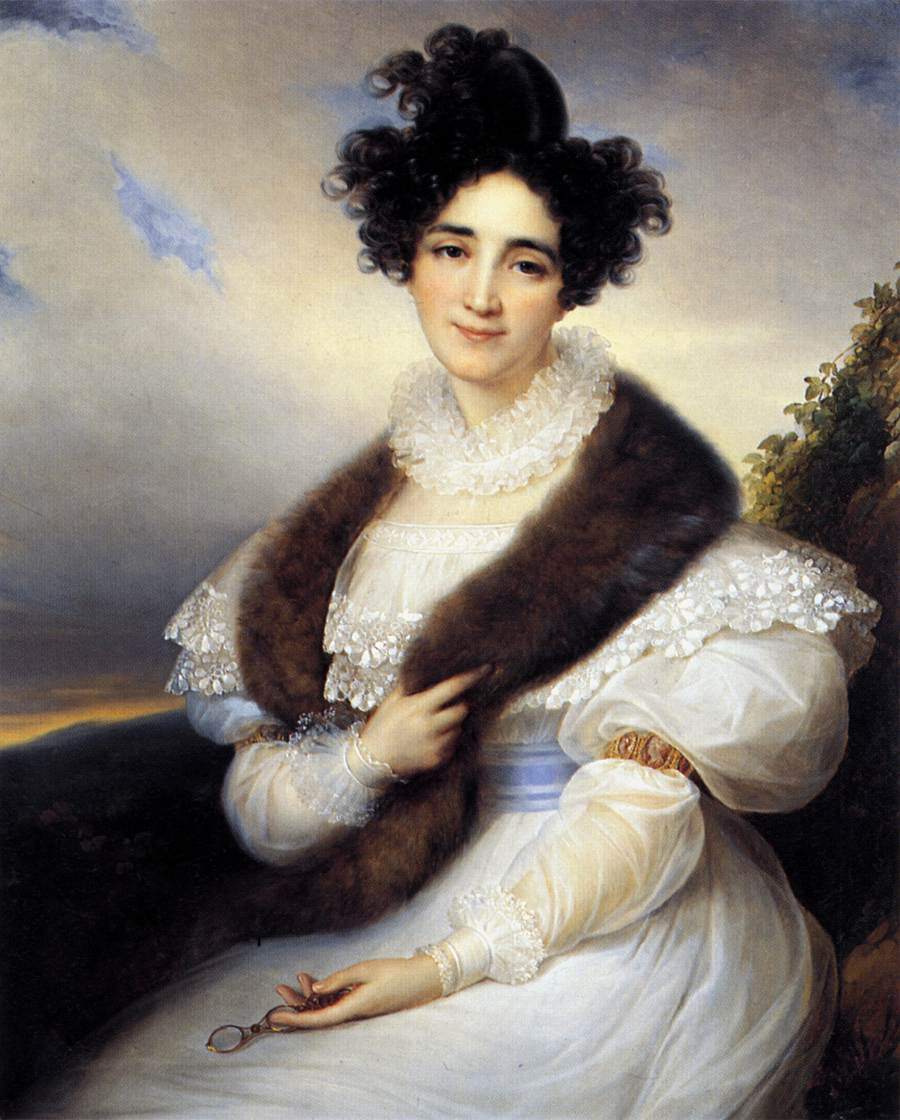
Marie-Joséphine Lafont-Porcher (c. 1835), Groeningemuseum
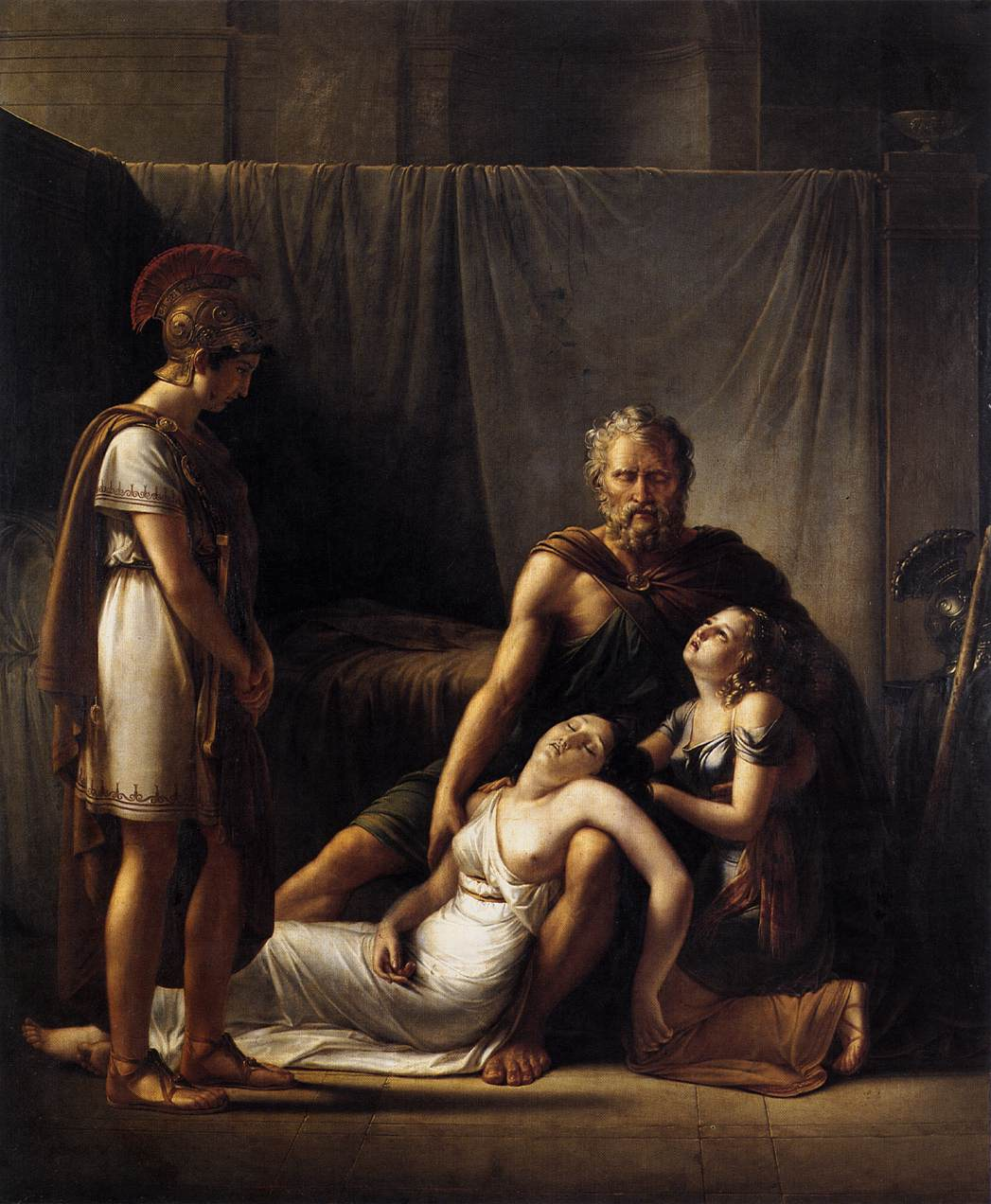
La morte della moglie di Belisario (c. 1817), Groeningemuseum
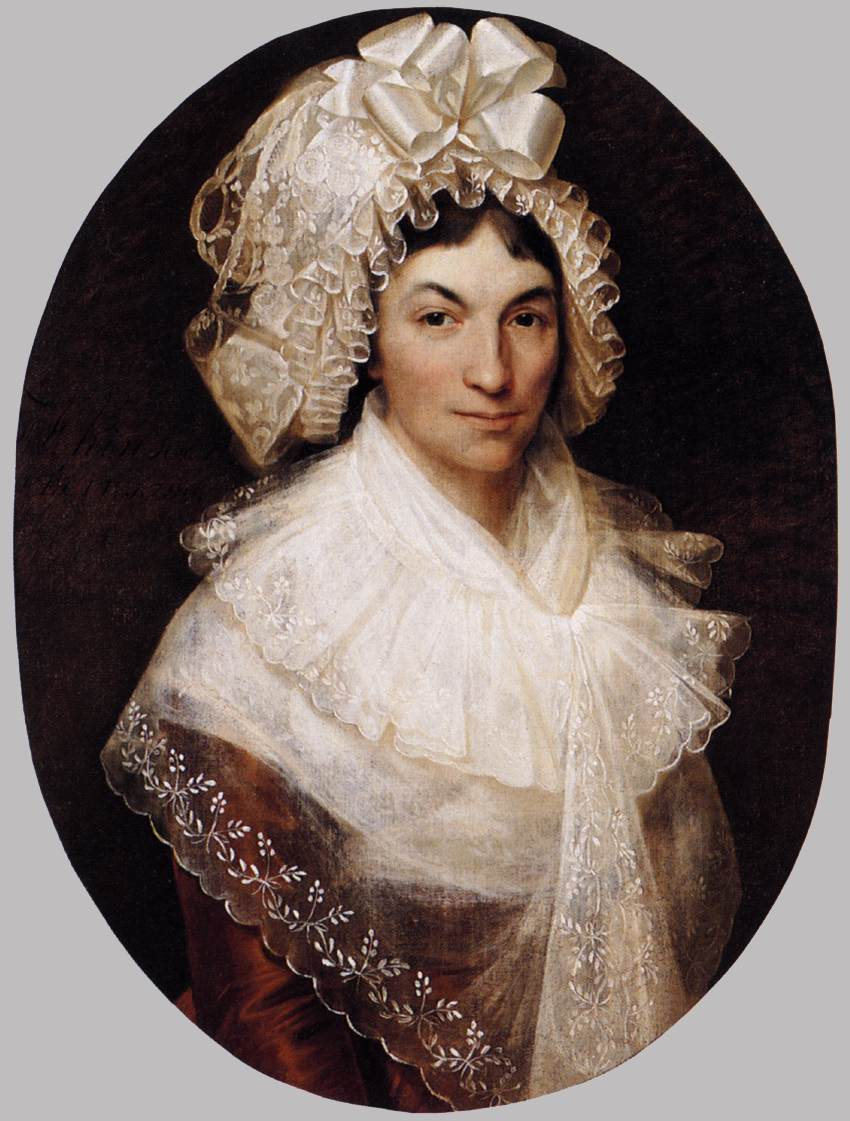
Jeanne Bauwens-van Peteghem (c. 1790), Groeningemuseum
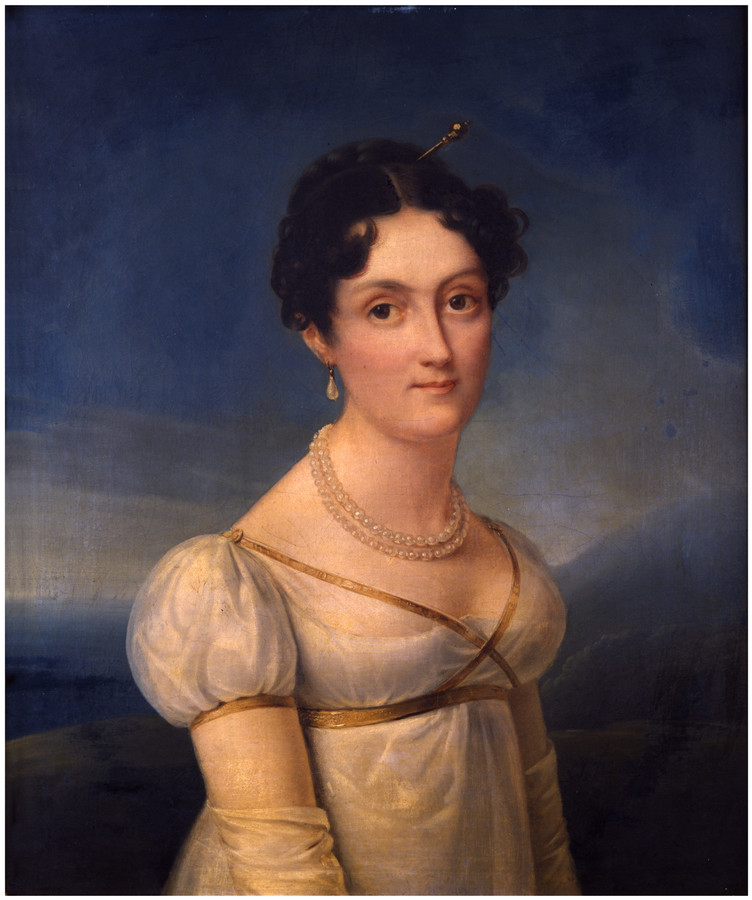
Elizabeth Patterson Bonaparte (c. 1810), collezione privata
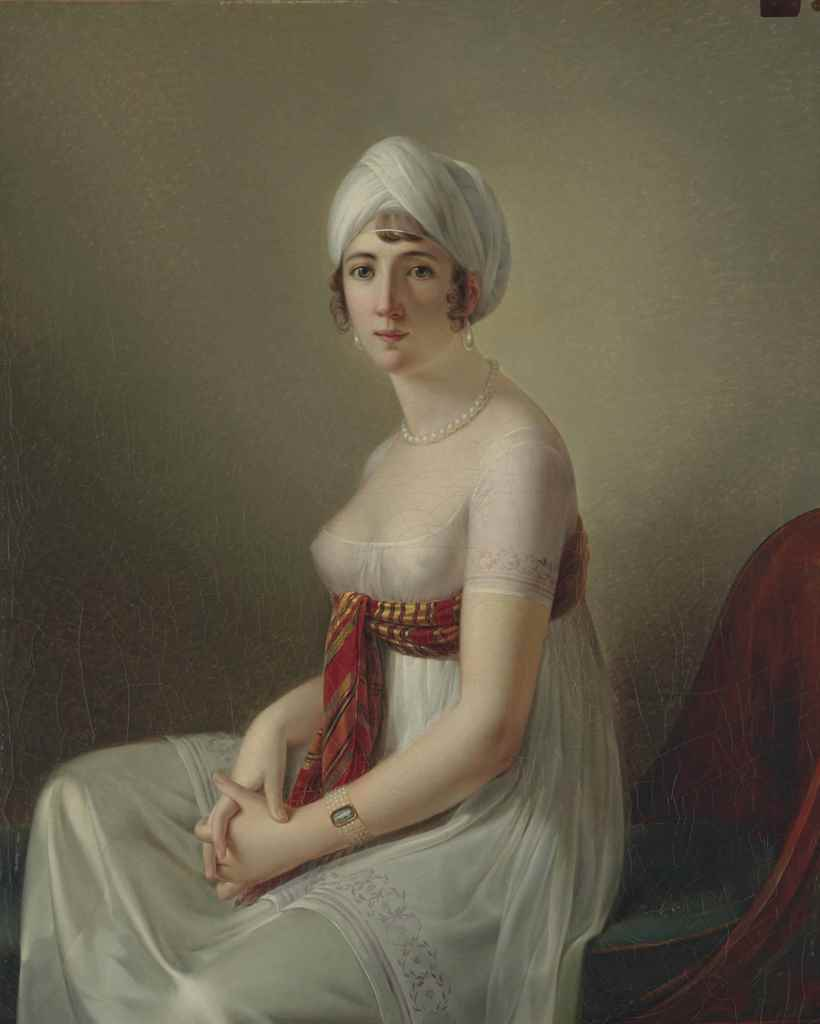
Augustine Sophie Le Prince (c. 1802), collezione privata